# 閃岩角
60°41′S 45°21′W / 60.683°S 45.350°W
閃岩角（英語：Amphibolite Point），是南極洲的海岬，位於南奧克尼群島的科羅內申島南岸，處於桑德斯角西北面3公里，該海岬現時由南極條約體系管理。